# Серен Буск
Серен Буск (дан. Søren Busk, нар. 10 квітня 1953, Глоструп) — колишній данський футболіст, захисник. Відомий, зокрема, виступами за збірну Данії, клуби «Маастрихт», «Гент».

## Кар'єра
Серен Буск розпочав професійну кар'єру у «Глострупі». 1976 року став гравцем «Вестфалії» з другої Бундесліги. У своєму першому сезоні за німецький клуб Буск забив 12 голів у 32 матчах. Всього він за 3 сезони він зіграв 105 матчів і забив 16 голів. Ще виступаючи за «Глоструп» Буск отримав виклик до національної збірної Данії, де дебютував у травні 1979 року. Влітку того ж року перейшов до нідерландського клубу «Маастрихт». У сезоні 1981-82 команда зайняла 16 місце в Ередивізі і вилетіла до першого дивізіону, а Буск влітку 1982 року покинув клуб.
1982 року захисник підписав контракт з бельгійським клубом «Гент». У кожному з трьох сезонів визнавався гравцем року в «Генті». 1984 року здобув кубок Бельгії і був включений до складу національної збірної Данії на чемпіонат Європи 1984 у Франції. Перші три матчі (проти Франції, Югославії та Бельгії) грав на позиції правого захисника, а в півфіналі проти Іспанії помінявся флангами з Йоном Сівебеком. Пізніше був включений до складу збірної на чемпіонат світу 1986 у Мексиці. Данці виграли всі три свої матчі в груповій стадії, але вже в плей-офф програли іспанцям з рахунком 1:5.
Влітку 1986 року, після «мундіалю», перейшов до складу клубу «Монако». У французькому клубі Буск зіграв в 37 матчах і забив 3 голи. 1987 року підписав контракт з австрійським клубом «Вінер». Через рік був включений до складу збірної на чемпіонат Європи 1988 у ФРН. Буск зіграв в першому матчі проти іспанців. Цей матч став останнім в міжнародній кар'єрі данського захисника. Після європейської першості повернувся до Данії.
1988 року Серен Буск підписав контракт з «Герфельге». Через рік став спортивним директором, поєднуючи посаду з кар'єрою футболіста. 1990 року завершив кар'єру футболіста.

## Титули і досягнення
«Гент»
- Кубок Бельгії
  - Володар (1): 1983–84